# Mahmud Tabrizizade
Mahmud Tabrizizade (in persiano محمود تبریزی‌زاده‎, Mahmud Tabrizizāde; Esfahan, 1951 – Parigi, 23 maggio 1997) è stato un polistrumentista iraniano, virtuoso del kamancheh.

## Biografia
Iniziò a studiare musica da bambino con suo padre, suonando il santur, lo zarb e il violino. Emigrato in Francia da giovane, si esibì con un complesso da lui formato. All'età di 25 anni abbandonò il violino per dedicarsi allo studio e padroneggiamento del kamancheh. Laureato in musicologia, Tabrizizade intrecciò il suo interesse per la musica tradizionale persiana con la tradizione musicale di Paesi come Armenia, Turchia e Giappone, suonando con artisti di queste regioni. Collaborò con Kudsi Ergüner, un suonatore di ney di origine turca, in diversi dei suoi album. Collaborò anche con altri iraniani e la sua esibizione di kamancheh al concerto di Mohammad-Reza Shajarian a Dušanbe nel 1990, assieme a Reza Ghassemi e Majid Khalaj, è stata considerata una delle sue più belle performance. Ha suonato il kamancheh nella colonna sonora de L'ultima tentazione di Cristo composta da Peter Gabriel.
Al di fuori del suo Paese, è noto soprattutto per aver composto ed eseguito le musiche per diversi spettacoli di Peter Brook, al cui Centre International de Recherches Théâtrales si è unito nel 1984: è stato uno dei cinque musicisti del suo Mahabharata (1985, ripreso poi nel 1987–88), lavorando anche a La Tempête (1990), L'Homme qui (1993) e Qui est là? (1995), secondo Libération «tutti spettacoli dove la morbidezza essenziale del suo tocco e la fluidità dei ritmi e delle punteggiature che sapeva inventare si aggiungevano alla poesia delle produzioni». Nel Mahabharata, ha inoltre interpretato il ruolo di Sahadeva, che ha ripreso anche nella miniserie TV del 1989. È morto di cancro nel 1997 all'età di 45 anni.

## Discografia

### Album
- 1988 – Sohbet (con Kudsi Ergüner)
- 1991 – Oriental Dreams (con Kudsi Ergüner e Bruno Caillat)
- 1993 – Musique persane (con Djamchid Chemirani)
- 1994 – Oriental Dreams
- 1996 – Scènes
- 2005 – Dashti-Mâhur (Musique Savante Persane) (con l'Ensemble Moshtaq)

### Colonne sonore
- 1989 – Mahabharata
- 1993 – Wendemi[9]

## Teatro

### Musicista
- Le Mahabharata di Jean-Claude Carrière, regia di Peter Brook. Festival d'Avignone (1985)
- Le Mahabharata di Jean-Claude Carrière, regia di Peter Brook. Théâtre des Bouffes du Nord di Parigi (1985)
- The Mahabharata di Jean-Claude Carrière, regia di Peter Brook. Tournée mondiale (1987–88)
- La tempesta di William Shakespeare, regia di Peter Brook. Théâtre des Bouffes du Nord di Parigi (1990)
- Al di là della montagna di Yaşar Kemal, regia di Mehmet Ulusoy. Théâtre national de la Colline di Parigi (1991)
- L'Homme qui di Peter Brook e Marie-Hélène Estienne, dal saggio di Oliver Sacks, regia di Brook. Théâtre National Populaire di Villeurbanne (1993)
- The Man Who di Peter Brook e Marie-Hélène Estienne, dal saggio di Oliver Sacks, regia di Brook. Royal National Theatre di Londra (1994)
- The Man Who di Peter Brook e Marie-Hélène Estienne, dal saggio di Oliver Sacks, regia di Brook. Majestic Theatre di Broadway (1995)
- Qui est là? di Peter Brook e Marie-Hélène Estienne, tratto da testi di Antonin Artaud, Bertolt Brecht, Gordon Craig, Vsevolod Mejerchol'd, Konstantin Stanislavskij e Zeami, regia di Brook. Théâtre des Bouffes du Nord di Parigi (1995)
- Milarepa di Éric-Emmanuel Schmitt, regia di Bruno Abraham-Kremer. Théâtre Vidy di Losanna (1996)

### Attore
- The Mahabharata di Jean-Claude Carrière, regia di Peter Brook, nel ruolo di Sahadeva. Tournée mondiale (1987–88)